# Netzwerkressource
Unter Netzwerkressourcen versteht man vor allem logische aber auch physikalische Einheiten, die zusammen eine nutzbare end-to-end-Netzwerkverbindung ausmachen, wie die verfügbare Bandbreite, maximale Verzögerung/Latenz, Paketverlust, maximaler Jitter, Prozessorzeit oder Speicherkapazität. Aufgabe des Netzwerk-Ressource-Managements ist die Zurverfügungstellung dieser Ressourcen mit kontrollierten und garantierten Datenverkehr-Parametern (siehe Quality of Service).
Oft wird „Netzwerkressourcen“ auch synonym mit Bandbreite verwendet, manchmal ihr gegenübergestellt, was die relative schlechte Definierbarkeit des Begriffs kennzeichnet. Ein guter Teil der Abgrenzungsschwierigkeiten kommt daher, dass zur Sicherung der logischen Ressourcen (Verbindungsgüte) selbstverständlich Geräte und Bausteine wie Router, Switches, Caches usw. zum Einsatz kommen müssen. Diese aber werden unter Umständen erst auf Anforderung dynamisch zusammengestellt und zur Verfügung gestellt – eine Situation, die speziell im Grid-Computing auftritt. Die Diskussion beschränkt sich deswegen meist auf die logischen Vorgaben, die zur Laufzeit dann über eine Broker-Lösung oder Ähnliches realisiert werden muss.